# Lucas Preti
Lucas Preti (Desenzano del Garda, 2 ottobre 1983) è un arrampicatore e regista italiano.
Pratica le competizioni di difficoltà, speed e boulder.

## Biografia
Ha iniziato ad arrampicare all'età di due anni seguendo le orme del padre Marco Preti (anche lui prima climber professionista, scrittore e regista di documentari). A 13 anni ha preso parte alle prime gare di arrampicata ed ha conquistato il suo primo titolo italiano a 14. In principio ha praticato esclusivamente la specialità lead partecipando ai campionati italiani, europei e mondiali giovanili. Si è poi specializzato nella specialità bouldering ed è diventato atleta della nazionale italiana di arrampicata dall'età di 17 anni. Dopo la maturità scientifica, in parallelo all'attività di atleta, ha conseguito la laurea in Architettura presso il Politecnico di Milano.
A livello italiano ha vinto quattro campionati speed consecutivi, un campionato boulder, la Coppa Italia Boulder 2006, la Coppa Italia speed 2007 e 2008.
Nel 2008 ha realizzato negli USA il suo primo documentario di scalata PizzaPop. Nel 2010 si è trasferito negli Stati Uniti dove ha studiato cinematografia e realizzato una ripresa di scalata in 3D.
Dal 2014 dirige in California il distaccamento americano della casa di produzioni cinematografiche Coral Climb.

## Palmarès

### Coppa del mondo
|         | 2002 | 2003 | 2004 | 2005 | 2006 | 2007 | 2008 | 2009 | 2010 | 2011 | 2012 |
| ------- | ---- | ---- | ---- | ---- | ---- | ---- | ---- | ---- | ---- | ---- | ---- |
| Boulder | 42   | 41   | 24   | 51   | 25   | 23   | 13   | 7    | 59   | 40   | 33   |

### Campionato del mondo
|         | 2005 | 2007 | 2009 | 2011 | 2012 |
| ------- | ---- | ---- | ---- | ---- | ---- |
| Lead    |      | 47   | 78   |      |      |
| Boulder | 56   |      | 18   | 8    | 33   |
| Speed   |      | 5    | 22   |      |      |

## Record personali
- Nel 2008 ha registrato un record italiano di speed sul muro omologato dei 15 metri in 8"96
- Nel 2009 ha effettuato un lancio tra un appiglio ed un altro di 2,45 metri[6]

## Apparizioni televisive
- 2000 - Attore nel e stuntman nel film documentario Promosso di Nere Zepper realizzato per Rai3.
- 2008 - Atleta nel documentario Rock Master, National Geographic Adventure, SKY.
- 2008 - Atleta nel documentario di arrampicata Pizzapop realizzato dalla Coral Climb in Texas, USA.
- 2008 - Atleta rappresentante della Nazionale nel programma televisivo Soliti Ignoti di Rai1.
- 2009 - Atleta nel documentario di arrampicata Core realizzato da Chuck Fryberger.
- 2011 - Atleta e film maker nel programma televisivo "Alle falde del Kilimangiaro" di Rai3.
- 2012 - Atleta e film maker nel programma "Occupy Deejay" di Deejay TV.
- 2013 - Atleta e film maker nel programma "Occupy Deejay" di Deejay TV per parlare di arrampicata in Grecia.

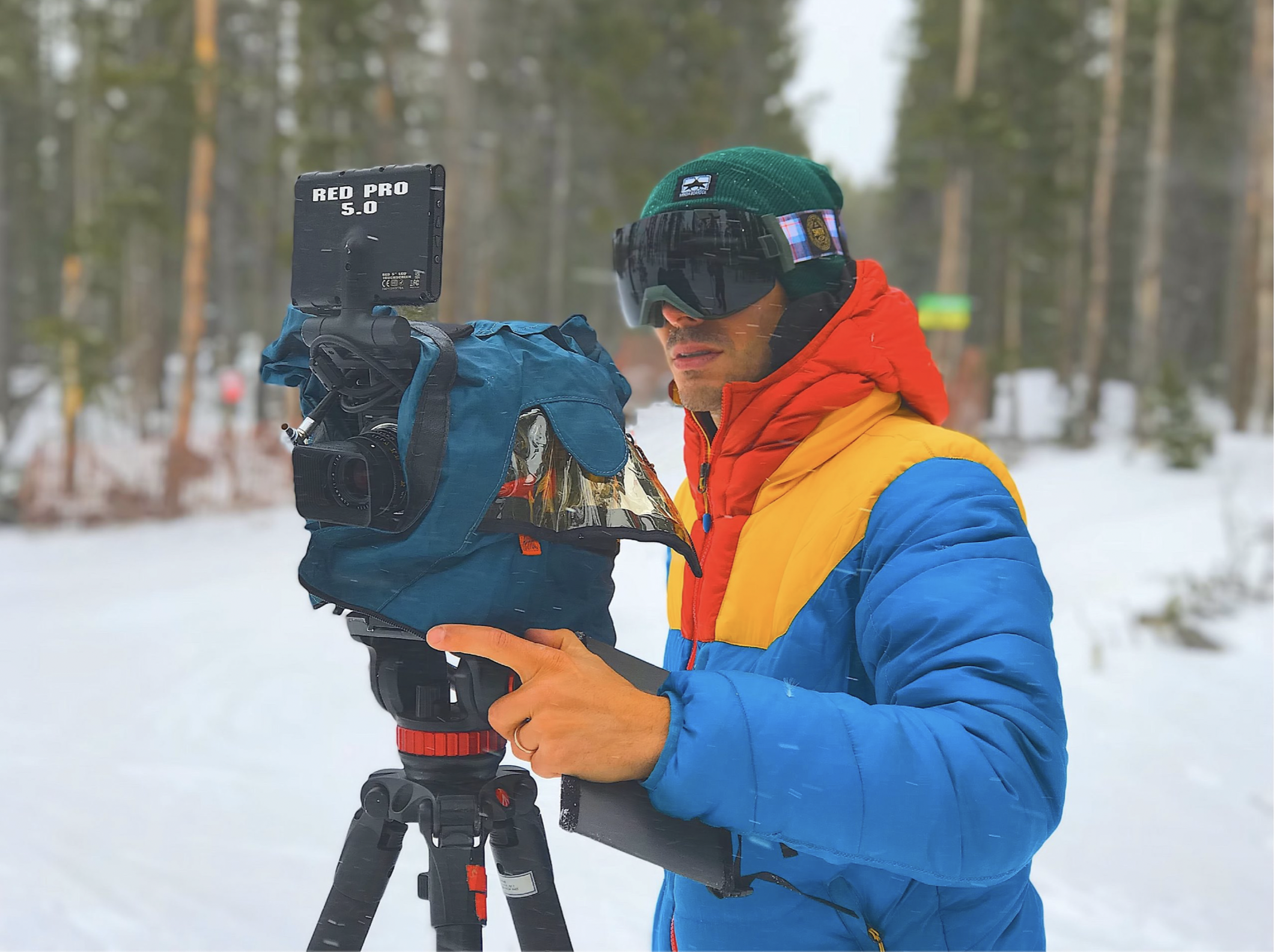
Lucas Preti shooting a Ski documentary in Colorado, USA

## Realizzazioni cinematografiche
- 2006 - regia di Virus, music video per la band Blunitro.
- 2008 - regia di PizzaPop, documentario di arrampicata.
- 2009 - regia di BS , cortometraggio sulla città di Brescia.
- 2009 - direttore della fotografia di Uno Due Tre, cortometraggio di arrampicata[7]
- 2010 - ripresa di arrampicata in 3D.
- 2011 - regia con il fratello Andrea Preti di "Zarok", serie di cortometraggi legati al mondo dell'arrampicata
- 2012 - time lapse nel film di Alessandro Gassman "Razza bastarda".
- 2012 - direttore della fotografia e regista con il fratello Andrea Preti di "Lasportiva calendar 2013", video promozionale per il calendario Lasportiva 2013.
- 2012 - stereographer per il teaser di "The Hut" in 3D, regia di Marco Preti.
- 2012 - cinematographer per il documentario "Indocina", per Geo Rai3.
- 2013 - direttore della fotografia per il documentario "Isole della Grecia" per Geo, Rai3.
- 2013 - Filmmaker per il documentario "Natural Games" Millau, Francia.
- 2014 - Direttore della fotografia per il video musicale "I live in a photobooth" per la band The Entrance band, Los Angeles.
- 2014 - Direttore della fotografia della seconda unità nel film "Soldato Semplice diretto da Paolo Cevoli.
- 2015 - Filmmaker per la pubblicità Greco Surfboards, Usa.
- 2015 - Filmmaker per la pubblicità' La Sortiva Oxygym.
- 2016 - NBC Commercial per POM Wonderful Direttore Della Fotografia "Ninja Worriors" Waterproof Pictures
- 2016 - US Navy Virtual Reality Cinematografia "Energy Warriors" Left of Creative
- 2016 -  RAI "Italian Alps" Documentario Geo produzione Coral Climb Italia
- 2017 - Atlantic Records, Cinematografia, Sage Music Band
- 2017 - PBS Foster Kids Direttore della fotografia, documentario, NightKapel Productions
- 2017- Toyota, Direttore della fotografia per "Sugar Ray" sport video Waterproof Pictures
- 2018 - Marvel, Direttore della fotografia, Seattle Pop Museum, Video Laboratorio Rosso Produzioni
- 2018 - Cosmopolitan Magazine, Direttore della fotografia, Mila Kunis Interview
- 2018 - Lee Daniels Interview, Direttore della fotografia, Night Kapel
- 2018 - Nike, Direttore della fotografia, Box And Burn Boxing commercial.
- 2019 - Hulu, Heart And Science, Surreel Productions
- 2019 - Google, Alicia Keys "Girls In Music" Waterproof Pictures
- 2019 - La Sportiva, "Olympic Commercial" Direttore della fotografia
- 2019 - Spectrum TV, "Foster Home LA" Direttore della fotografia Daley Productions
- 2020 - La Sportiva "Mountains Within" Film, Direttore della fotografia, Storytellers Lab
- 2020 - Cortina LUT Ultra Trail Running "LUT VR" Direttore della fotografia, Producer Virtual Reality Documentary
- 2021 - Macy Gray, "Thinking of you" Music Video Direttore della fotografia
- 2021 - Neutrogena, "Before and After" Commercial Corporate Direttore della fotografia
- 2021 - FENDI "Aerial Billboard" Direttore della Fotografia, Drone pilot
- 2022 - Travel and Leisure "Visit Temecula" "Visit Santa Barbara" Travel Documentaries
- 2022 - Nike "Venice Beach Corporate" Direttore della fotografia
- 2023 - Salewa Virtual Reality and Augmented reality experiences in 3D
- 2023 - UCLA Direttore della fotografia e produttore, Documentari nel campo della medicina
- 2023 - NBA Russel Westbrook Commercial for Moose